# Bataille des Ardennes
Cet article concerne la bataille de la Seconde Guerre mondiale. Pour la bataille de la Première Guerre mondiale, voir Bataille des Ardennes (1914).
 (décembre 2017).
Batailles
Front d'Europe de l'Ouest
- Campagnes du Danemark et de Norvège
- Bataille de France
- Bataille de Belgique
- Bataille des Pays-Bas
- Bataille d'Angleterre
- Blitz
- Opération Myrmidon
- Opération Ambassador
- Raid de Dieppe
- Sabordage de la flotte française à Toulon
- Bataille aérienne de Berlin
- Bataille de Normandie
- Débarquement de Provence
- Libération de la France
- Campagne de la ligne Siegfried
- Bataille du Benelux
- Poche de Breskens
- Bataille des Vosges (Bruyères)
- Bataille des Ardennes
- Bataille de Saint-Vith
- Siège de Bastogne
- Opération Bodenplatte
- Opération Nordwind
- Campagne de Lorraine
- Bataille d'Alsace (Forêt de la Hardt, Poche de Colmar Jebsheim)
- Campagne d'Allemagne
- Raid de Granville
- Libération d'Arnhem
- Bataille de Groningue
- Insurrection géorgienne du Texel
- Bataille de Slivice
- Capitulation allemande

Front d’Europe de l’Est

Campagnes d'Afrique, du Moyen-Orient et de Méditerranée

Bataille de l’Atlantique

Guerre du Pacifique

Guerre sino-japonaise

Théâtre américain
La bataille des Ardennes est le nom donné à l'ensemble des opérations militaires de la Seconde Guerre mondiale qui se sont déroulées en Ardenne pendant l'hiver 1944-1945. Le théâtre des opérations se déroule presque exclusivement en Belgique et dans le nord du Luxembourg, principalement dans l'Ardenne belge et l'Éislek luxembourgeois, avec pour objectif final de la part des Allemands la reconquête du port d'Anvers, mais leur offensive sera stoppée avant même d'atteindre la Meuse. La bataille commence le 16 décembre 1944 par une attaque surprise allemande, à laquelle on a donné le nom d'« offensive von Rundstedt ». Le Generalfeldmarschall von Rundstedt y était pourtant opposé : il estimait l'objectif trop ambitieux. Il s’agit de l’une des plus grandes batailles de l’Histoire.
Les Allemands l'appellent opération Wacht am Rhein (en référence au tableau de Lorenz Clasen et de la célèbre chanson), et les Anglo-Américains Battle of the Bulge (la « bataille du Saillant ») prenant en considération la forme de « coin » que la ligne de front avait prise lorsque la pénétration allemande fut arrêtée.
La bataille des Ardennes se termine fin janvier 1945, après le refoulement des Allemands au-delà de leur ligne de départ.
On se rappellera une offensive victorieuse que le général Ludendorff avait lancée sur Liège un peu au nord, pendant la Première Guerre mondiale, et en août 1944, l'opération Lüttich (« Liège » en allemand, en référence à cette offensive), contre-offensive à l'opération Cobra : si la première avait inspiré Hitler, la seconde aurait dû le rendre plus prudent.

## Notions préliminaires
La division est la grande unité tactique de référence pour les opérations militaires de la Seconde Guerre mondiale.
La division américaine
- La division d'infanterie (Infantry Division ou Inf Div) a, en théorie, un effectif de 832 officiers et 13 386 sous-officiers et soldats.

Le charroi est composé de 1 440 véhicules dont 636 Jeeps.
Son armement lourd est composé de 54 obusiers de 105 mm, 12 obusiers de 155 mm, 57 canons antichars de 57 mm, 13 canons antichars de 37 mm, 90 mortiers de 60 mm, 54 mortiers de 81 mm.
Son armement léger est composé de 6356 fusils M1 cal .30, 172 fusils 1903 cal .30, 5 279 carabines M1, 243 fusils automatiques BAR, 67 mitrailleuses .30 (air), 90 mitrailleuses .30 (eau), 236 mitrailleuses .50, 93 pistolets-mitrailleurs .45, 1 157 pistolets .45, 557 lance-roquettes.
Un certain nombre d'unités sont rattachées à la division dont un bataillon de chars moyens (M4 Sherman) et de chars légers (M3 Stuart ou M24 Chaffee), un bataillon d'artillerie antiaérienne (canons de 40 mm Bofors tractés ou mitrailleuses .50 sur halftrack), un bataillon de chasseurs de chars avec 36 chasseurs de chars (M10 Wolverine puis M36 Jackson) et une escadrille de 10 avions légers de liaison.
- La division blindée (Armored Division ou Armd Div) a un effectif de 11 000 hommes. Elle comprend 195 chars moyens, 77 chars légers, 50 chasseurs de chars, de l'infanterie blindée et des unités d'appui. L'appellation américaine est Armored Division tandis que la division blindée britannique s'écrit Armoured Division.

- La division aéroportée (Airborne Division ou Abn Div) est une division d'infanterie légère de 10 000 hommes pouvant être aéroportée.

La division allemande 
- La division d'infanterie (Volksgrenadier Division) comporte en cette fin d'année 1944, en théorie, 342 officiers, 1 724 sous-officiers et 8 006 soldats.

Le charroi est composé de 426 véhicules, 119 motos, 1 522 bicyclettes, 1 142 chariots, 346 remorques, 3 002 chevaux.
L'armement lourd se compose de 12 obusiers de 150 mm, 24 canons de 105 mm, 18 canons de 75 mm, 38 obusiers de 75 mm, 14 canons anti-tank de 75 mm autotractés, 9 canons anti-tank de 75 mm tractés, 9 canons antiaériens de 37 mm autotractés, 24 mortiers de 120 mm, 42 mortiers de 81 mm, 12 lance-flammes.
L'armement léger se compose de 6 504 fusils, 1 536 pistolets, 2 064 pistolets-mitrailleurs, 369 mitrailleuses légères, 54 mitrailleuses lourdes, 216 lance-roquettes (Panzerfaust ou Panzerschreck).
- La division blindée (Panzer Division) avec environ 12 000 hommes (15 000 en début de guerre). Ces troupes disposent de plusieurs types de chars (Panzer IV, Panzer V (Panther), Panzer VI (Tiger II)), mais aussi de chasseurs de chars (Sturmgeschütz III, Sturmgeschütz IV, Jagdpanzer IV, Jagdpanther, Jagdtiger). Le transport des troupes est assuré par des voitures (VW Kübelwagen, Schwimmwagen, Horch, Steyr) mais aussi par des camions (Opel Blitz…) des semi-chenillés (SdKfz 251, SdKfz 250, SdKfz 7, SdKfz 9, SdKfz 2 (Kettenkrad), Demag D7…) pouvant tirer différents obusiers, canons antichars ou antiaériens. Des véhicules blindés sur roues Schwerer Panzerspähwagen peuvent compléter ce tableau.

- La division aéroportée (Fallschirmjäger division). Outre le fait que ces divisions peuvent comporter des troupes parachutées qui ne transportent que des armes portatives, elles disposent toutefois d'un matériel équivalent aux divisions d'infanterie.

Les échelons au-dessus de la division :
Le corps d'armée est une grande unité dont la composition n'est pas fixe. Il comprend un commandement, un certain nombre de divisions (2 à 7) et des unités d'appui et de logistique.
L'armée comprend un nombre variable de corps d'armée. Les Allemands utilisent le terme Panzer Armee (Pz Armee) lorsque le nombre de divisions blindées (Pz Div) affectées est important.
Le groupe d'armées comprend un certain nombre d'armées (2 à 5).
Sur le front occidental :
- Les groupes d'armées alliés dépendent du SHAEF (état-major du général Eisenhower) qui dispose également de moyens aériens.
- Les groupes d'armées allemands sont sous les ordres du Generalfeldmarschall von Rundstedt. À la suite de la défaite de Normandie, il avait été remplacé par Kluge, mais ce dernier, impliqué dans l'attentat contre Hitler, s'était suicidé. Rundstedt fut ainsi rétabli dans ses fonctions. Cet officier compétent n'a jamais été nazi. Son implication dans l'offensive des Ardennes fut réduite. Le commandement suprême allemand (OKW), dépendant de Hitler, traitait directement avec le commandant du groupe d'armées B, le Generalfeldmarschall Model, chargé de l'offensive.

## Situation des Alliés débutdécembre 1944

Le front occidental le 15 décembre 1944.

- Le front occidental s'est étendu. Après l'échec d'Arnhem (17 septembre 1944), il suit d'abord une ligne est-ouest coupant les Pays-Bas en deux et ensuite une ligne nord-sud suivant très approximativement la frontière allemande jusqu'en Suisse. Depuis les ports français, les lignes de communication sont longues. Libérée dès le 4 septembre, Anvers permettrait aux Alliés de ne plus faire transiter les énormes quantités de ravitaillement divers par les ports français. Mais si le port est libéré dès le 4 septembre, l'estuaire de l'Escaut, long de 80 km, ainsi que l'ile de Walcheren, qui en permettent l'accès, seront encore tenus par les Allemands pendant 85 jours (Bataille de l'Escaut se déroule du 2 octobre au 8 novembre 44), interdisant aux navires alliés d'entrer dans le port. Hitler veut à tout prix empêcher son utilisation et dès le 13 octobre, les premiers missiles V1 s'abattent sur Anvers. Le 27 novembre, c'est au tour des V2 d'entrer en scène.
- Les Alliés manquent de moyens mais, pour ne pas permettre à l'ennemi de se ressaisir, ils doivent continuer leur offensive. Au nord, une attaque vient d'être lancée pour s'emparer des barrages de la Roer afin d'empêcher les Allemands de déclencher d'éventuelles inondations. Au sud, la 3e armée de Patton prépare une offensive vers Francfort. Pour réunir les moyens nécessaires, le front a été dégarni dans les Ardennes où quatre divisions américaines tiennent 120 km de front.

Le dispositif des Alliés comprend :
- de la Zélande jusqu'au nord de Maastricht : le 21e groupe d'armées (maréchal Montgomery) avec la 1re armée canadienne et 2e armée britannique ;
- de Maastricht à Sarrebruck : le 12e groupe d'armées (général Bradley) avec du nord au sud : la 9e armée américaine (général Simpson), la 1re armée américaine (général Hodges) couvrant toute l'Ardenne belge et le grand-duché de Luxembourg et la 3e armée américaine (général Patton) :
- de Sarrebruck à la frontière suisse : le 6e groupe d'armées (général Devers) avec la 7e armée américaine (général Patch) et la 1re armée française (général  de Lattre de Tassigny);
- en réserve générale : six divisions, parmi lesquelles seules les 82e et 101e divisions aéroportées à Reims sont disponibles immédiatement.

Au total, cela représente 69 divisions.

## Situation des Allemands débutdécembre 1944
- Pour les Allemands, les lignes de communication et la longueur des fronts se sont réduites, ce qui permet de regrouper les forces et même de constituer quelques réserves. Les fronts d'Italie et de Russie sont stabilisés. La mobilisation de tous les hommes entre 16 et 60 ans permet de rétablir les effectifs. La défense de la patrie ressaisit le moral de ceux qui ne sont pas encore résignés. Dos au mur, les Allemands acceptent l'idée de combattre sans idée de recul.
- La production de matériel militaire est satisfaisante. Une nouvelle 6e armée blindée SS a même pu être constituée. Toutefois, il faut agir rapidement car les bombardements stratégiques alliés deviennent inquiétants et les réserves en carburant s'amenuisent.

Quatre groupes d'armées sont déployés face aux Alliés :
- de la Zélande jusqu'à Roermond : le groupe d'armées H ;
- de Roermond à l'est de Luxembourg : le groupe d'armées B du Generalfeldmarschall Model ;
- au sud : le groupe d'armées G ;
- à l'extrême sud : le groupe d'armées Oberrhein (« Rhin supérieur »).

Avec les réserves, le total est de 74 divisions, soit un nombre équivalent à celui des Alliés.

## Objectifs allemands

### Enjeux pour le Reich
Depuis l'écroulement du front de Normandie au début du mois d'août 1944, les cercles militaires dirigeants du Reich, sur une consigne de Hitler en personne, préparent une réédition de la campagne de 1940 : une offensive en Ardenne. Hitler lui-même expose aux commandants des unités engagées dans cette action sa vision de ce que doit être l'offensive à venir quatre jours avant le déclenchement des opérations : faire prendre conscience aux alliés occidentaux, par une action offensive de grande ampleur, de la vanité de défaire le Reich dans un délai court, tout en créant les conditions, une fois l'offensive couronnée de succès, d'une paix à l'Ouest.
Le Reich tente aussi de profiter du calme relatif du front de l'Est durant l'automne et de la fatigue des troupes alliées engagées sur le front occidental, harassées par plusieurs mois de durs combats à travers la France, par l'ampleur des pertes et par la longueur des lignes de communication alliées.

### Le plan allemand

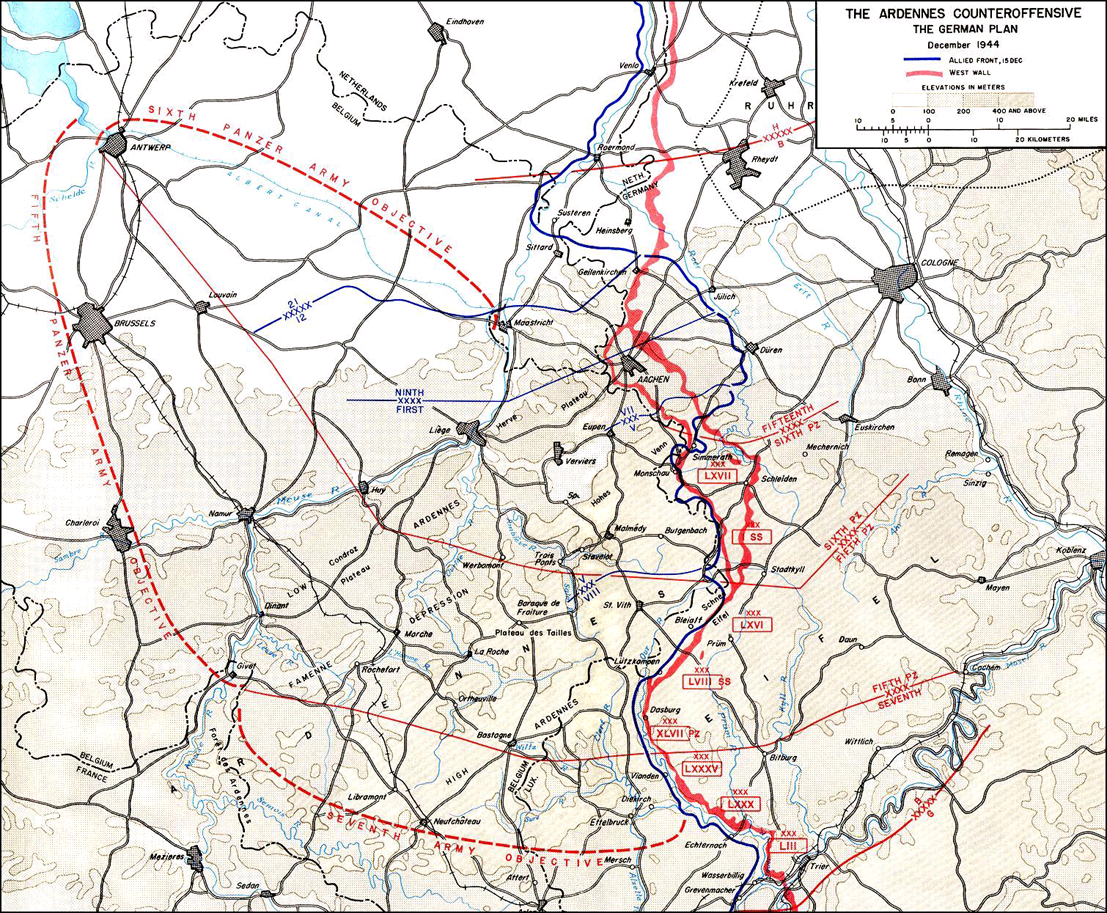
Plan de l'offensive « Wacht am Rhein ».

Le 16 septembre 1944, peu de temps après le retour de Gerd von Rundstedt sur le front de l'Ouest, et après une conférence tenue à l'Oberkommando der Wehrmacht, Hitler charge un état-major restreint sous le contrôle du général Jodl de préparer une offensive en Ardenne. Cette opération reçoit le nom de « Wacht am Rhein » (allusion à l'hymne Garde au Rhin).
Reportée plusieurs fois, l'offensive se concentre sur la forêt ardennaise, et le port d'Anvers, pour aboutir à un nouveau Dunkerque, dans un contexte d'incursions alliées sur le territoire du Reich. Peu de commandants de troupes estimaient réalisables les plans visant à rééditer la campagne de 1940 : Model et Rundstedt eux-mêmes, en dépit des proclamations publiées dans les jours qui précèdent l'offensive, doutent des chances de succès des plans grandioses imaginés par Hitler et ses proches conseillers, Alfred Jodl et Wilhelm Keitel. Les deux responsables de la mise en œuvre de cette opération, Model et Rundstedt, défendent une petite solution, consistant à neutraliser, puis repousser les forces alliées stationnées entre Aix-la-Chapelle et la Meuse. Ce doute est partagé à tous les échelons supérieurs de la hiérarchie militaire allemande, malgré des bouffées d'optimisme, liées au discours de Hitler devant les commandants des unités destinées à être engagées dans cette opération, les 11 et 12 décembre 1944.
Malgré ces réserves, Hitler, conforté par Jodl et Keitel, maintient les objectifs grandioses qu'il a assignés à l'offensive en préparation, notamment la reconquête d'Anvers ; il finit même par convaincre les plus sceptiques, parmi lesquels Model lui-même, tandis qu'aux échelons immédiatement inférieurs, Manteuffel et Dietrich se contentent d'émettre de solides réserves sur les chances de succès de la solution proposée par Hitler, puis, une fois ces réserves écartées, de faire le maximum pour assurer le succès de l'opération.
Le secret entoure la préparation de l'opération, aidé en cela par des mesures draconiennes pour le préserver. Les maréchaux von Rundstedt et Model sont informés le 24 octobre. Parmi les dirigeants du Reich, Albert Speer est l'un des rares à être tenu informé de la préparation et de la mise en œuvre de cette offensive.
Model est un fidèle du régime ; il commande le groupe d'armées B qui sera chargé de l'attaque et dont les unités auront du nord au sud les objectifs suivants :
- la 15e armée fixera l'ennemi en front ;
- la 6e armée blindée SS (neuf divisions) sera chargée de l'effort principal. Nouvellement constituée, elle sera mise en place au dernier moment. Elle franchira la Meuse au sud-ouest de Liège, protègera elle-même son flanc nord, coupera les forces alliées du nord de leur ligne de communication et s'emparera d'Anvers ;
- la 5e armée blindée (neuf divisions) franchira la Meuse dans la zone de Namur et avancera jusqu'à Bruxelles pour protéger le flanc sud au-delà de la Meuse ;
- la 7e armée (onze divisions) attaquera pour protéger le flanc sud à la hauteur d'Arlon jusqu'à la Meuse.

L'opération devra être appuyée par :
- le parachutage de nuit au nord de Malmedy de l'unité du colonel von der Heydte chargée de bloquer les routes venant du nord (opération Stösser) ;
- l'infiltration en Ardenne de l'unité spéciale du colonel Skorzeny composée de militaires allemands en uniforme américain parlant l'anglais et chargés de créer la confusion dans les lignes américaines (opération Greif).

## La bataille

### Forces en présence
Forces allemandes
L'ensemble des forces allemandes participant à la bataille des Ardennes font partie du groupe d'armée B sous les ordres du Generalfeldmarschall Walter Model.
Deux cent mille hommes répartis en 5 divisions de Panzers et treize divisions de Volksgrenadier participent à la première vague de l'offensive et sont principalement répartis entre la 6e armée blindée SS, commandée par Sepp Dietrich et la 5e armée blindée, placée sous le commandement de Hasso von Manteuffel, chargées de porter les coups les plus durs aux troupes alliées ; ces deux armées sont épaulées par la 7e armée allemande, chargée de la protection du flanc sud. Ces unités comptent ensemble environ 600 chars et 1600 canons d'assaut, mais dans leurs rangs se trouvent des unités harassées par les combats de l'automne ou inexpérimentées ; de plus, les deux tiers de ce qui reste des chasseurs allemands forment le soutien aérien pour les troupes au sol. Malgré ces faiblesses, la Wehrmacht dispose dans les premiers jours de l'offensive d'une supériorité numérique importante sur la partie du front où doit se dérouler l'offensive.
  Forces alliées
Initialement, les unités alliées impliquées dans la bataille des Ardennes font partie de la 1re armée américaine (général Hodges). À partir du 20 décembre, sur ordre d'Eisenhower, une réarticulation des forces comprenant plusieurs divisions britanniques et canadiennes (soit plus de 50 000 hommes) est effectuée, certains régiments belges et le 2e régiment de chasseurs parachutistes SAS français étaient aussi présents.

### Samedi16 décembre 1944

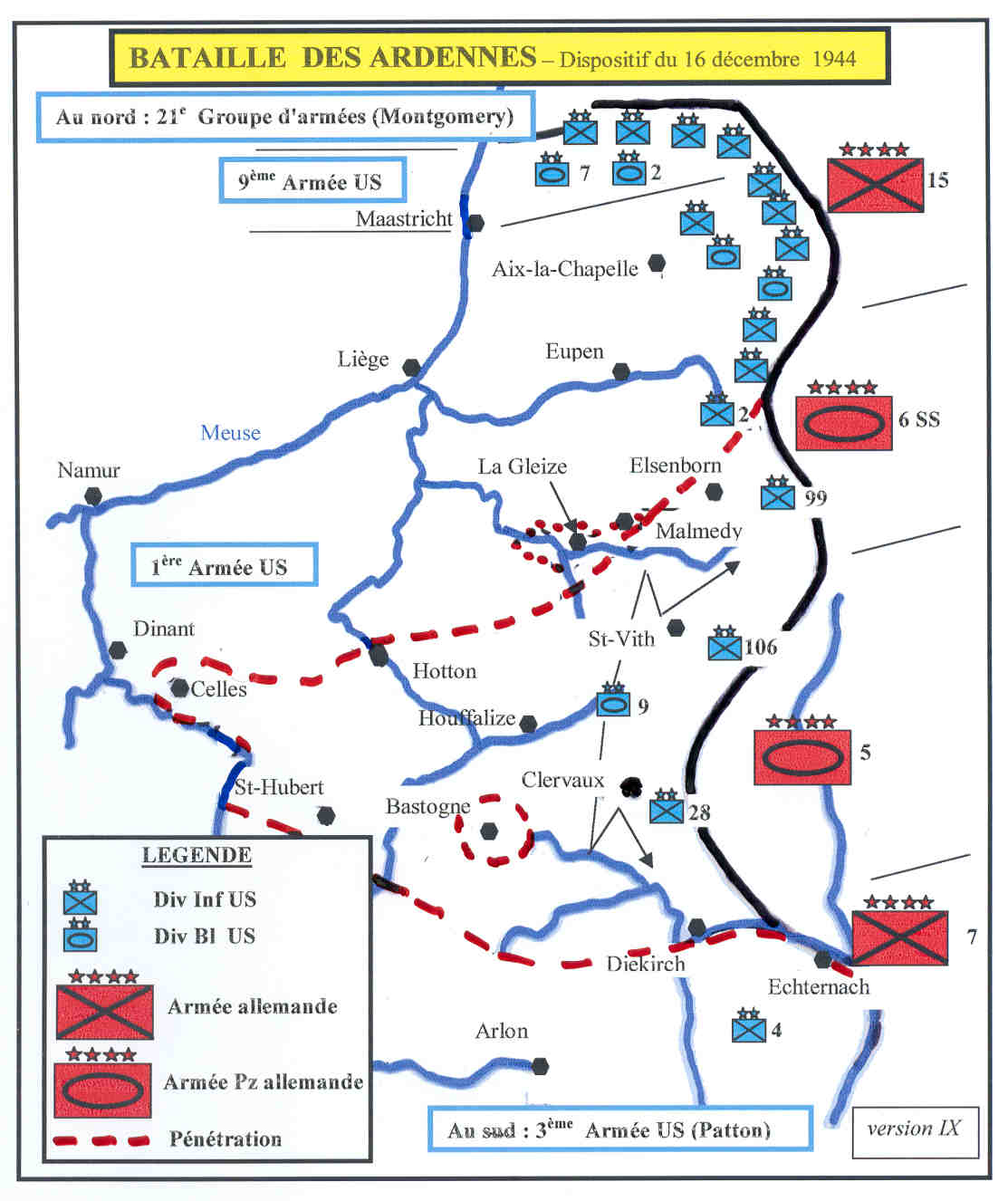
Les positions avant l'attaque des Ardennes le 16 décembre 1944 : la 6e armée blindée SS compte neuf divisions, la 5e armée blindée sept et la 7e armée onze.

Dès 5 h 30, une importante préparation d'artillerie est déclenchée. À 6 h, des patrouilles de combat allemandes s'infiltrent entre les points d'appui américains afin de s'emparer de quelques passages obligés.
À 8 h, couverte par le brouillard, la véritable offensive allemande commence :
- à la 6e SS Panzer Armee :
  - au nord, l'avance est rapidement bloquée vers Montjoie, grâce, principalement, à l'action de la 2e division d'infanterie américaine et à la réaction de l'artillerie américaine,
  - au sud, la progression de l'infanterie est freinée par l'ouverture des champs de mines et la résistance des points d'appui américains. Les blindés « piétinent » d'impatience, freinés aussi par de nombreux convois de ravitaillement hippomobiles[10], surtout la 1re SS Pz Div qui dispose de 164 chars dont 45 « Tigre royal » et 38 « Panther ». Sa colonne principale est commandée par le jeune lieutenant-colonel SS Peiper (29 ans). En fin d'après-midi, impatient, il traverse volontairement un champ de mines en perdant quelques blindés, et continue sa progression de nuit vers Lanzerath à l'est de la Belgique;
- quatre divisions du VIIIe corps américain, dirigé par le général Troy Middleton, déployées sur un front de 120 km sont attaquées par la 5e Pz Armee dans le nord du Luxembourg,
- plus au sud, la 7e armée pénètre dans Echternach à l'est du Luxembourg mais ne réalise qu'une percée de 5 km ; la 4e division d'infanterie américaine, solidement appuyée par l'artillerie, parvient à se maintenir.

À 15 h 23, une fusée V2 lancée lors de l'offensive touche le cinéma Rex d'Anvers, tuant 567 personnes dont 291 soldats alliés, ce qui en fait le tir de missile le plus meurtrier de l'histoire du conflit.
En fin d'après-midi, Eisenhower et Bradley qui sont en réunion à Versailles, sont informés de l'attaque. Ils n'en mesurent pas encore l'ampleur. Le mauvais temps empêche les reconnaissances aériennes. Néanmoins, Bradley donne des ordres à la 9e et à la 3e armée pour envoyer respectivement les 7e et 10e divisions blindées américaines vers la 1re armée. Ces unités commenceront leur mouvement dans la nuit.

### Dimanche17 décembre 1944

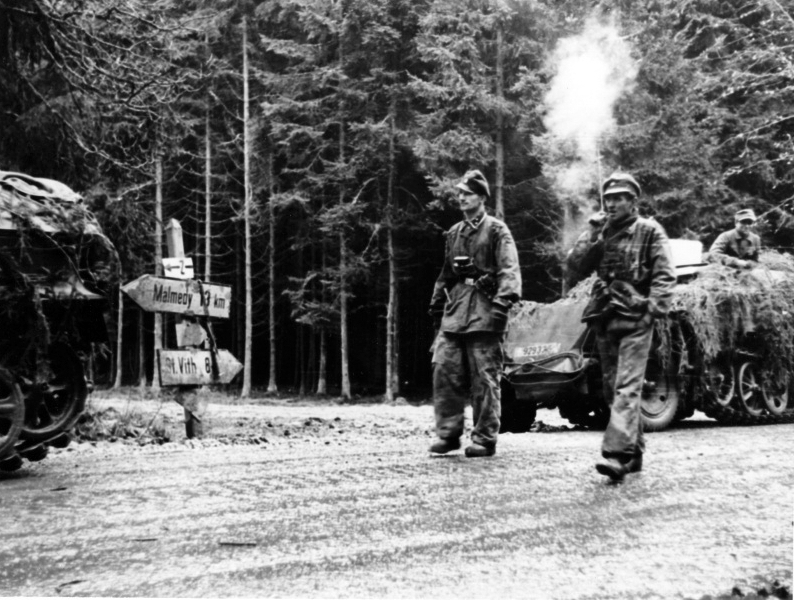
Soldats de la Waffen-SS rattachés au Kampfgruppe Knittel, sur la route de Saint-Vith à Malmedy, durant l'offensive des Ardennes ; certains observateurs de cette photo ont cru identifier à tort le lieutenant-colonel Joachim Peiper comme le sous-officier à droite.

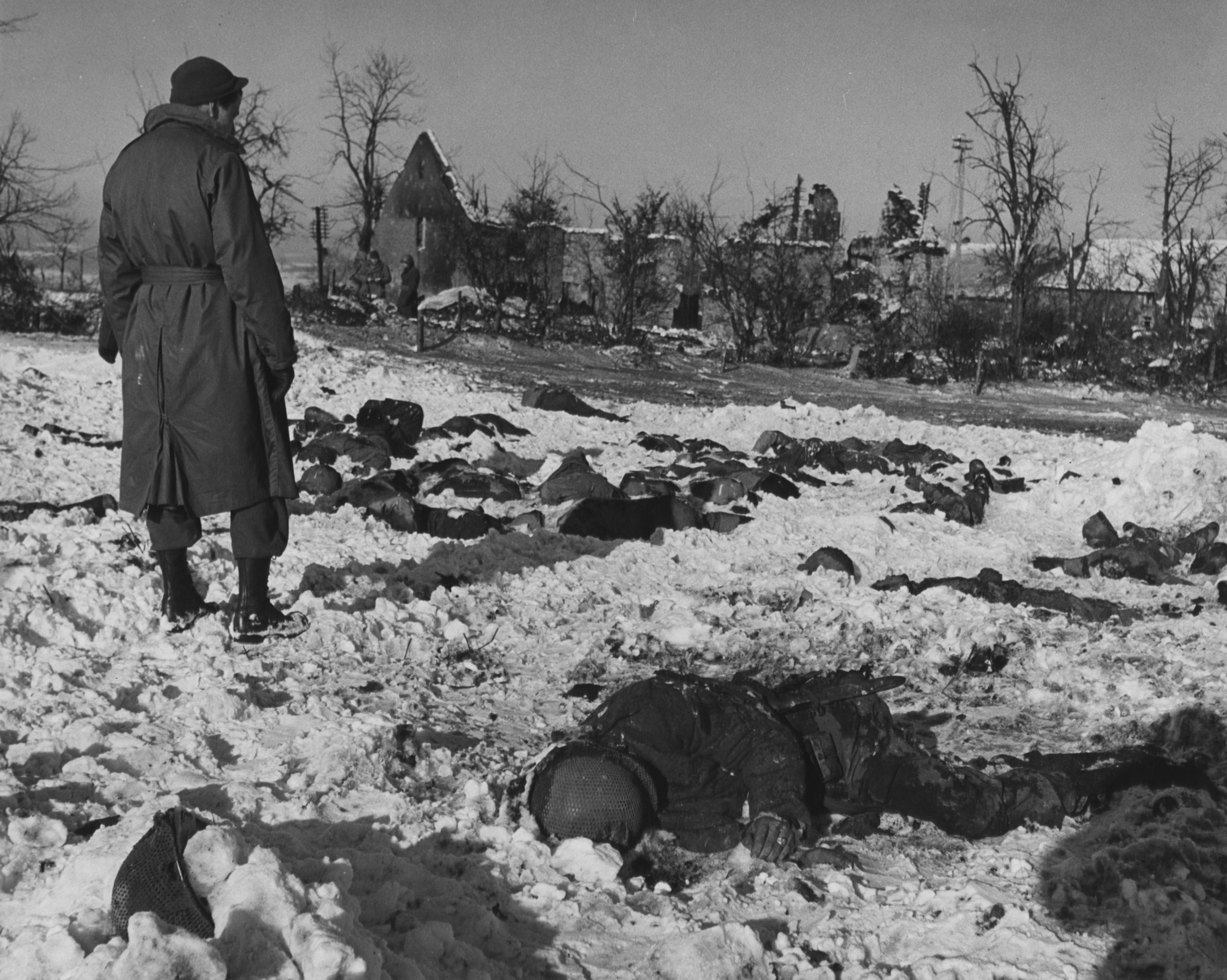
Prisonniers américains massacrés à Baugnez (Malmedy) le 17 décembre 1944.

#### Les diables verts: coupure des axes à l'arrière
Vers 3 h, des avions Junkers 52 larguent un millier de Fallschirmjäger (parachutistes allemands) sous le commandement du colonel von der Heydte sur le plateau des Hautes Fagnes au nord de Malmedy, avec pour objectif le carrefour du mont Rigi (opération Stösser). La dispersion est extrême, la Luftwaffe ne disposant plus que de jeunes pilotes inexpérimentés et ayant reçu pour mission de voler de nuit et par un temps exécrable. Sur les 800 paras de von der Heydte, un tiers seulement est parachuté sur la zone, entre Spa et Montjoie. La coupure de l'axe Eupen/Malmedy devient impossible : von der Heydte tente de rejoindre les lignes. Les colis avec l'armement lourd seront rarement retrouvés, ce qui amoindrira l’efficacité de l'action. Beaucoup d'hommes seront capturés assez rapidement. Isolés, les derniers se rendront aux Américains le 23 décembre, dont von der Heydte, épuisé, le bras fracturé.

#### L'opération griffon: Skorzeny et ses faux Américains, désorganisation de l'arrière
Les commandos du Waffen-SS Otto Skorzeny  (150e brigade), revêtus d'uniformes américains et utilisant des véhicules capturés, lancent l'opération Greif (griffon) : ils coupent les lignes téléphoniques, changent les panneaux routiers, organisent de faux plantons aux carrefours et créent la confusion, surtout dans les mouvements américains. Censés monter une "brigade" de langue anglaise, Skorzeny et son adjoint, von Koelkersam, devront se contenter d'une dizaine de soldats parlant sans aucun accent. Ils n'obtiendront qu'un dixième du matériel allié promis. Ils n'auront toutefois pas dans la durée tout l'effet perturbateur escompté. L'idée avait été reprise par Hitler, s'inspirant des Américains en septembre devant Aix-la-Chapelle. Sous un faux uniforme, ils risquent la mort par exécution s'ils sont pris, ce qui sera le cas pour nombre d'entre eux.

#### La colonne Peiper
Au nord de la pénétration, la colonne Peiper qui a déjà fait de nombreux prisonniers, s'empare vers 7 h d'un dépôt américain à Bullange et peut faire le plein de carburant alors qu'ils étaient presque en panne (un PZ VI Königstiger consomme 5 l d'essence au km, pour une autonomie de 170 km) sur route. Elle reprend ensuite sa progression vers l'ouest. La 7e division blindée américaine qui descend vers Saint-Vith passe quelques kilomètres devant la tête de la colonne allemande.

#### Le massacre de Malmedy
À 12 h 30, Peiper capture, à Baugnez près de Malmedy, une centaine d'artilleurs de la colonne de la division américaine. Ceux-ci sont rassemblés dans une prairie mais, vers 14 h, avec les troupes SS qui suivent, un officier déclenche la tuerie des prisonniers. Plusieurs peuvent s'enfuir et pour certains même rejoindre leurs lignes. L'information du « massacre de Baugnez » parviendra rapidement aux unités américaines (principalement via un article du Stars and Stripes du 22 décembre) qui, au lieu d'être terrorisées, penseront surtout à venger leurs camarades. Le soir, la 1re SS Panzer Division rejette vers le nord la jeune 99e division d'infanterie américaine et la colonne Peiper arrive devant Stavelot.
Au centre, soumis à l'attaque de la 5e Panzer Armee :
- à Saint-Vith, la 106e division d'infanterie américaine, composée de jeunes recrues, résiste. Presque encerclée, elle attend avec impatience le renfort des mille véhicules de la 7e division blindée américaine dont les premiers éléments arrivent vers 16 h. Onze GI afro-américains sont torturés et exécutés à Wereth.
- en avant de Clervaux, la 28e division d'infanterie américaine, unité expérimentée et commandée par le major general Cota (célèbre depuis son action à Omaha Beach) est déployée sur un large front. Ils sont attaqués et encerclés  mais leur résistance freine la progression allemande ; c'est la seule unité ayant avancé sur le front de 240 kilomètres[14].

Au sud, le flanc de la pénétration allemande est contenu sur la ligne Echternach-Diekirch.
À Reims, vers 20 h 30, les 82e et 101e divisions aéroportées reçoivent leurs ordres de mouvement et partent dans la nuit,.

### Les 18 et19 décembre 1944

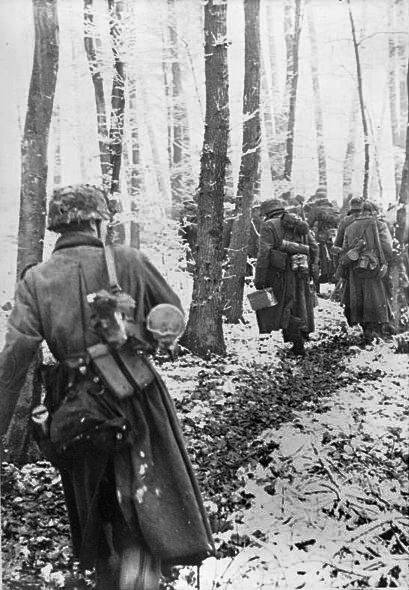
Infanterie allemande progressant à travers la forêt ardennaise.

Au nord
Avec les renforts qui arrivent, le commandant de la 1re armée américaine organise sa ligne de défense de la région d'Elsenborn vers le sud-ouest.
Le 18, la colonne Peiper prend Stavelot mais ne peut s'emparer d'un dépôt américain sur la route en direction de Francorchamps, qui est incendié par des éléments de l'armée belge qui en avaient la garde. Il en résulte un manque de carburant qui va ralentir les mouvements de la colonne lorsque celle-ci s'engage dans la vallée encaissée de l'Amblève, prend La Gleize et s'avance vers Stoumont. Elle est alors immobilisée par une attaque aérienne, ce qui permet au génie américain de faire sauter un pont devant les premiers chars, les obligeant à faire demi-tour. Dès le 19, des unités américaines dont la célèbre 82e division aéroportée qui vient d'arriver, la stoppent à Stoumont et attaquent même ses arrières. Divers massacres sont perpétrés par les troupes allemandes sur des civils, dont le 19 dans le village de Parfondruy.
Au centre :
Dans la région de Saint-Vith, isolés, deux des trois régiments de la 106e division d'infanterie ont été faits prisonniers mais la 7e division blindée tient fermement une position en forme de fer à cheval. Elle oblige les Allemands à adapter leurs plans et à engager prématurément des renforts, alors qu'ils affrontent de constants problèmes de ravitaillement en carburant.
Du nord de Clervaux à Diekirch, les points d'appui de la 28e division américaine luttent jusqu'à l'extrême. Les rescapés des deux régiments nord s'exfiltreront vers Saint-Vith et Bastogne où ils continueront le combat.
À Bastogne, le 18 à 16 h, le groupement blindé B de la 10e division blindée américaine et un bataillon antichar se sont déployés. À partir de 22 h 30, venant de Reims, la 101e division aéroportée les rejoint. Le lendemain, ils subiront les premières attaques puissantes.
Au sud :
Le 109e régiment de la 28e division, commandé par le colonel Rudder (le chef des rangers de la pointe du Hoc) mène le combat retardateur depuis Diekirch. Il tiendra jusqu'à l'arrivée des renforts.
Au siège du haut commandement allié :
Le 19, Eisenhower réunit les commandants des groupes d'armées. Il prescrit à Devers d'étendre le front de son 6e groupe d'armées vers le nord afin de permettre à Patton de regrouper des unités en vue d'une attaque sur le flanc sud du saillant. Il charge Bradley d'agir de manière similaire au nord. Ces directives du commandant en chef auront pour effet le déplacement de centaines de milliers d'hommes. Lorsque Ike demande à Patton le temps qui lui sera nécessaire pour tourner son armée de l'est vers le nord, ce dernier répond promptement 3 jours. Ce délai irréaliste fait sourire les généraux présents ; surtout Monty qui prévoyait 6 jours pour une manœuvre similaire venant du nord. Ce qu'ils ignorent, c'est qu'avant de recevoir les instructions de Ike, Patton a déjà donné des ordres pour préparer le mouvement. Malgré les routes gelées, la célérité de la 3e armée sera surprenante : l'attaque de Patton aura lieu dans les 3 jours annoncés.

### Les 20, 21 et22 décembre 1944

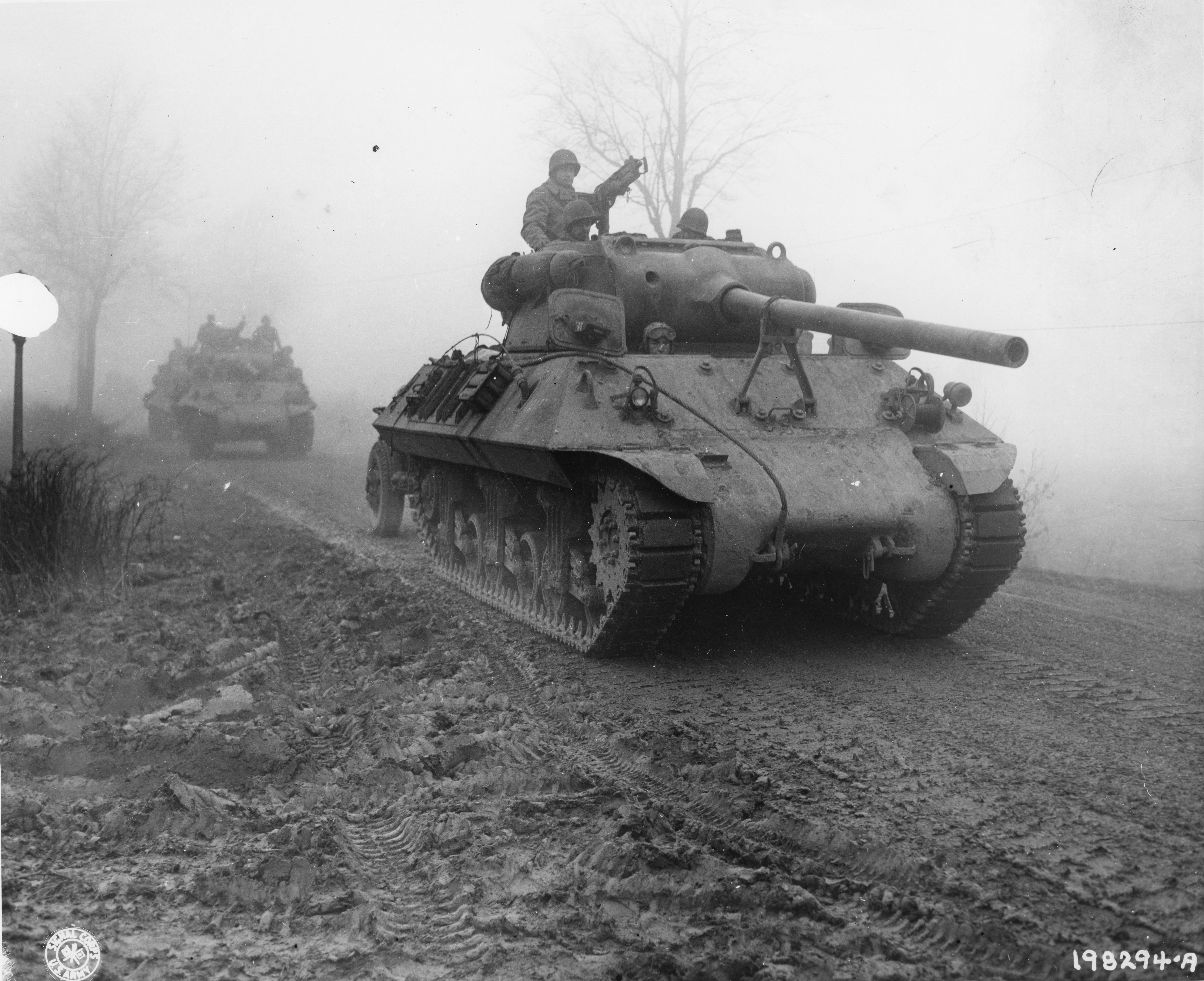
Char américain (chasseur de chars M36 Jackson).

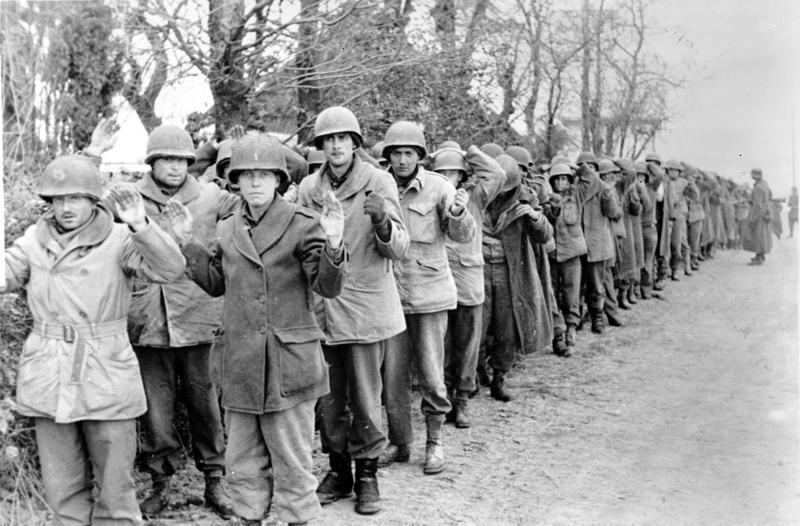
Soldats américains prisonniers des Allemands (22 décembre 1944).

Depuis le 19 et jusqu'au 22, la couverture nuageuse et les brouillards empêchent toute action importante de l'aviation.
Au nord
Peiper est coupé de ses arrières. À Stoumont, le 20 et le 21, la bataille est féroce. La nuit, il y a des combats corps à corps entre les parachutistes et les SS. Peiper doit se replier sur La Gleize.
La 6e SS Panzer Armee est définitivement arrêtée et les Américains ont repris Stavelot.
Au centre
À Saint-Vith, les Allemands attaquent en force et prennent la ville le 21 vers minuit. La 7e division blindée se rétablit à l'ouest mais reçoit l'ordre de se replier. Sa remarquable défense de Saint-Vith a brisé la marée allemande et a surtout permis aux autres unités américaines de venir former la digue nord du saillant.
Entre Saint-Vith et Bastogne, les 116e et 2e Panzer Division de la 5e Panzer Armee, après avoir été retardées par les ravitaillements en carburant qui suivent difficilement, atteignent le 22 respectivement Hotton et Marche. Elles se heurtent à la 84e division américaine qui y a pris position la veille.
À Bastogne, dès le 20, les « Panzer » allemands contournent par le nord et par le sud. Ils ont ordre de ne pas prendre la ville et d'assurer l'objectif : la Meuse, mais plus tard, l'effet de surprise perdu, quand Hitler aura changé d'avis, cela deviendra impossible. La nuit du 21 au 22, la ville est complètement encerclée. Les Allemands mènent successivement mais infructueusement plusieurs attaques pour s'emparer de ce nœud routier particulièrement important. La place est défendue par 18 000 Américains comprenant la 101e division aéroportée, un groupement blindé de la 10e division blindée, un bataillon antichars, deux bataillons d'artillerie et des rescapés de la 9e division blindée et de la 28e division. La 101e division est normalement commandée par le général Taylor mais il est aux États-Unis. C'est le brigadier général Anthony McAuliffe qui assure l'intérim. On lui a confié le commandement de toutes les unités encerclées. Officier d'artillerie, il utilise de manière remarquable le feu des sept bataillons d'obusiers dont il dispose (cinq organiques, deux en renfort). Le 22 à 12 h, les Allemands exigent la reddition de la ville sous menace de destruction. La réponse de McAuliffe est ferme et brève : « Nuts » (traduite dans ce contexte par « Des clous » dans le sens « Hors de question, non catégorique… »).
Le 21, l'unité du colonel Hogan de la 3e division blindée américaine (400 hommes), sous les ordres du général Maurice Rose, a été envoyée trois jours plus tôt en reconnaissance sur La Roche. Après s'être retirée de Marcourt, elle se retrouve encerclée à Marcouray (actuelle commune de Rendeux, sur l'Ourthe) à la suite de l'arrivée des Allemands à Beffe, qui lui coupent désormais la retraite vers Hotton,.
Au sud
Le 22, la Panzer Lehr Division qui a contourné Bastogne par le sud, s'empare de Saint-Hubert.
Plus au sud
Depuis le 20, la 4e division blindée américaine s'est déployée dans la région d'Arlon. Le 22 à 6 h, sans attendre l'arrivée de toutes ses unités, Patton démarre sa contre-attaque en direction de Bastogne.
Au haut commandement allié
Le 20 décembre, Eisenhower décide de confier le commandement temporaire des unités US nord du saillant, soit la 9e armée et la 1re armée (sauf son VIIIe corps), à Montgomery. Vu la situation, Ike juge que ces forces échappent désormais au contrôle de Bradley. Il estime aussi que c'est la meilleure manière d'obtenir un engagement franc du XXXe corps britannique, seule grande réserve tactique disponible.
Le XXXe corps se porte en effet rapidement vers le sud afin de garantir d'abord la sûreté des passages sur la Meuse.
La décision de « Ike » sera mal accueillie par Bradley et d'autres généraux américains qui n'apprécient pas l'orgueilleux maréchal britannique.

### Les 23, 24 et25 décembre

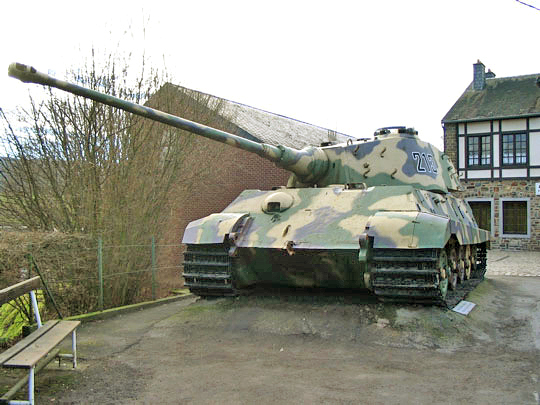
Le « Tigre II » de La Gleize, qui participa à l'offensive des Ardennes dans la colonne Peiper. La colonne fut stoppée et le char d'assaut définitivement abandonné sur place à La Gleize le 24 décembre 1944.

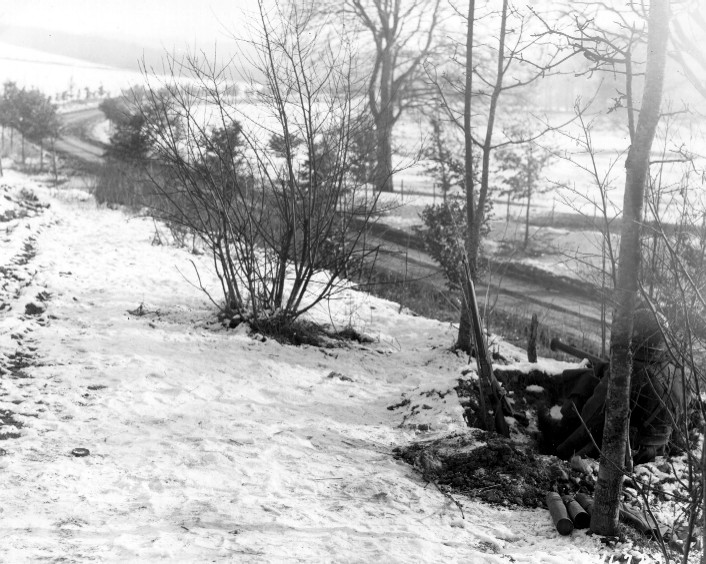
Des soldats américains de la aéroportée surveillent la route qui mène à Bastogne.

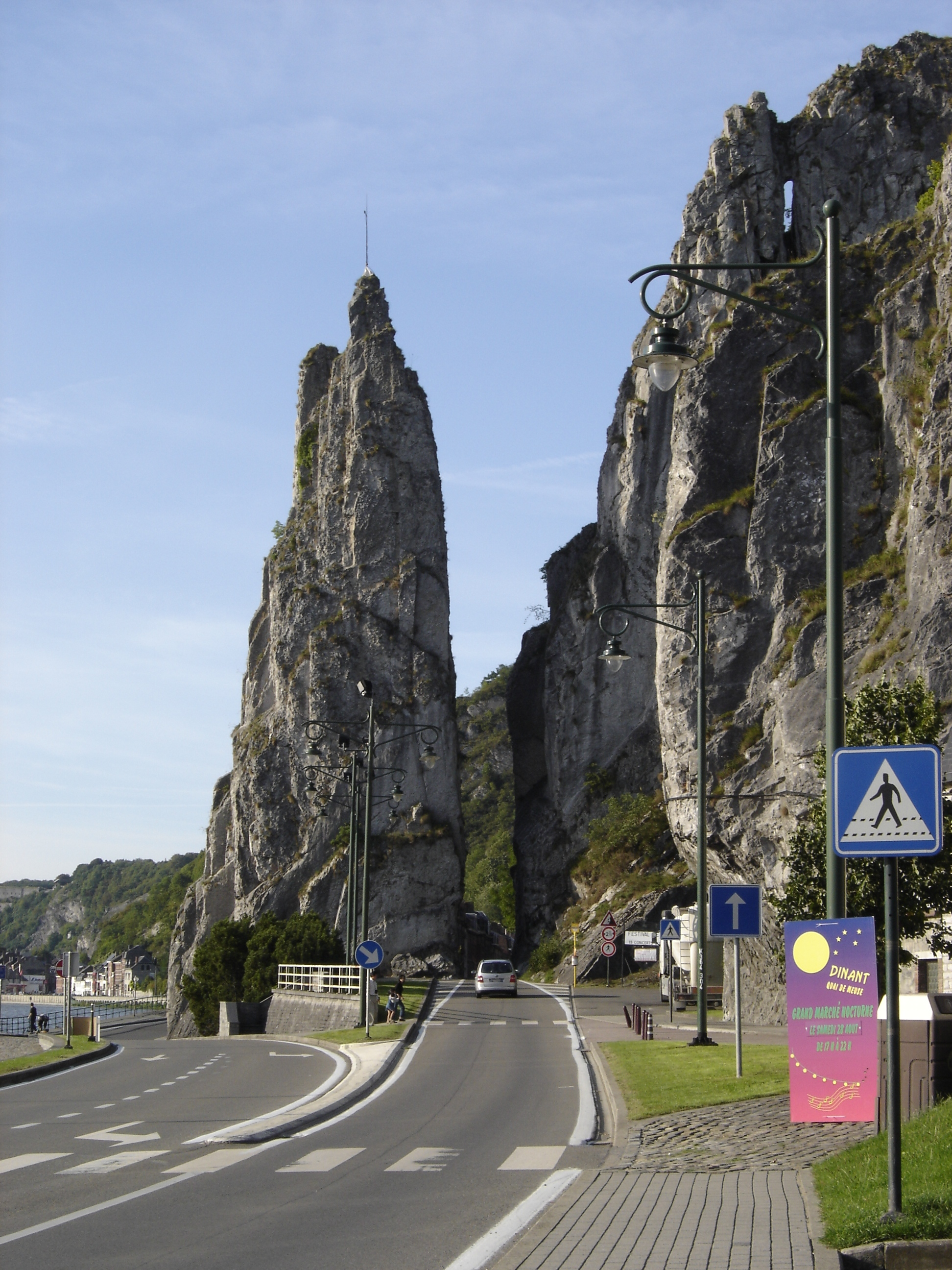
L'étroit passage du rocher Bayard à Dinant de nos jours.

Dès le 23, le temps s'éclaircit et l'aviation alliée passe à l'attaque. Le 24, il y a 5 000 sorties alliées contre seulement 1 000 sorties allemandes.

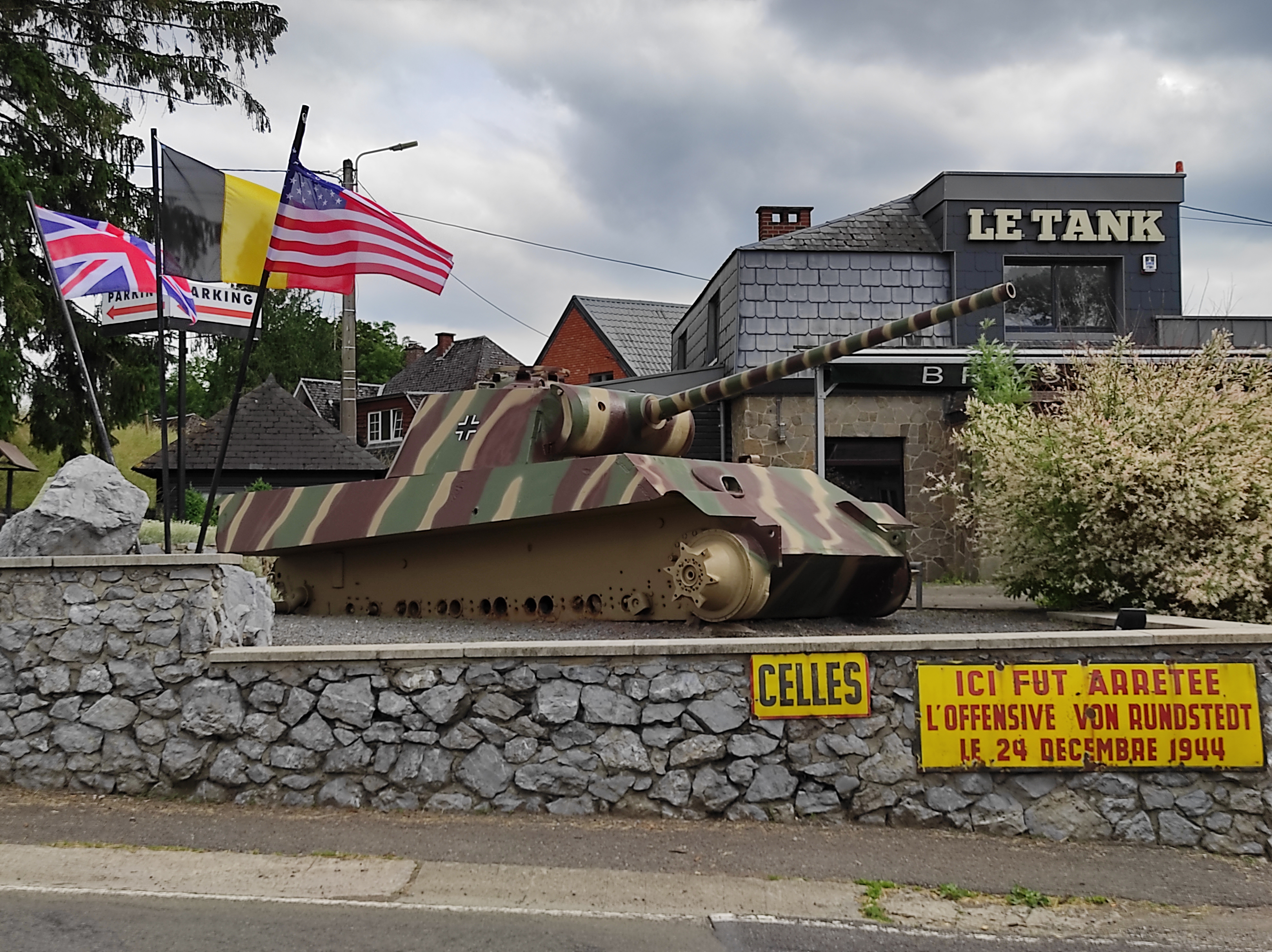
Le char à Celles.

Au nord
La ligne de défense alliée est fermement installée.
Le 24, avant l'aube, Peiper, en panne de carburant et abandonné, fait sauter ses véhicules et s'exfiltre à travers bois. Il laisse à La Gleize ses blessés et des prisonniers américains. Tous ses chars sont perdus, la 1re SS Panzer Division est brisée.
Au centre
Bastogne subit de violentes attaques. Les défenseurs guident par radio l'appui et le soutien aérien. Chaque jour, plus de cent tonnes d'approvisionnement (surtout des médicaments et des munitions d'artillerie) leur sont parachutées.
À Marcouray, à court de carburant pour revenir vers les lignes américaines, le colonel Hogan demande à bénéficier d'un largage de fuel par parachute. Effectué le 23 et le 24, les colis tombent cependant derrière les lignes ennemies. Encerclés par trois divisions allemandes, une reddition leur est proposée le 24 après-midi. Le refus américain est catégorique. Ils s'exfiltrent la nuit même à pied vers leurs lignes distantes d'une dizaine de kilomètres, après avoir saboté leurs véhicules. Ils atteignent Soy après 14 heures de marche, et participeront, une fois rééquipés, à la contre offensive à partir du 3 janvier,.
Plus à l'ouest, les blindés allemands ont progressé dans la trouée entre Marche et Dinant mais avec lenteur car ils manquent de carburant et subissent sur leur flanc nord le harcèlement d'une brigade blindée britannique. Le 24, la 2e Panzer Division prend Celles (8 km à l'est de Dinant) ; la Meuse est en vue. Hasard d'appellation, en face se trouve la célèbre 2e division blindée américaine surnommée « Hell on wheels » (« l'enfer sur roues »), déjà combattue en Normandie et renforcée par une brigade blindée britannique. Une légende persiste depuis cette époque, expliquant que Marthe Monrique, propriétaire d'un café (Le Pavillon Ardennais) au carrefour de Celles, après que le char de tête (toujours visible aujourd'hui) a sauté sur une mine, a expliqué aux Allemands que la route était minée jusqu'à Dinant. Les Allemands se seraient alors réfugiés dans les bois sans tenter de prendre cette route. La vérité est sans doute plus complexe, même s'il est possible que ce mensonge ait été dit.
Lorsque les Allemands arrivent à Celles par le petit chemin de Conjoux, ils sont exténués et à court de carburant. Une partie de la division fonce vers le carrefour de Celles et une avant-garde est envoyée vers Foy-Notre-Dame.
Le soir du 24 décembre, une Jeep fonce vers Dinant par le chemin du Froidveau. À son bord, trois soldats allemands habillés de vêtements américains. Ils tentent de forcer le passage du rocher Bayard. Ils ne s'arrêtent pas aux injonctions des gardes et un cordon de mines est tiré en travers de la route. La Jeep saute et les trois Allemands sont tués. Pourquoi cette reconnaissance ? On peut imaginer que les Allemands devaient s'assurer que les chars pouvaient passer par le goulet formé par le rocher Bayard et la falaise avant de risquer de descendre sur Dinant par ce chemin. Or, il faut savoir que ce passage est de 2,7 mètres et que les plus petits chars allemands avaient une largeur de 3,2 mètres. Il eut donc été impossible d'atteindre Dinant par le Froidveau !
Cette nuit du 24 au 25, le baron Jacques de Villenfagne de Sorinnes est persuadé de pouvoir faire une reconnaissance de nuit des positions allemandes. Il demande l'autorisation au Major John Watts du 3rd Tank Battalion qui accepte. Avec son ami Philippe le Hardy de Beaulieu, ils parviennent à recueillir assez d'éléments pour indiquer aux Anglais les positions sur lesquelles un tir d'artillerie doit être dirigé.
Le lendemain matin, le ciel est clair et l'aviation alliée peut sortir et attaquer les positions allemandes. Conjointement, l'artillerie pilonne les endroits désignés par le Baron de Villenfagne. Également, la 2e division blindée américaine lance une attaque depuis Ciney et les Britanniques attaquent depuis Sorinnes. Les Allemands ne peuvent résister et sont contraints d'abandonner la majorité de leurs véhicules faute de carburant, pénurie à laquelle la plupart des unités allemandes ont été confrontées durant toute l'opération. Aussi, certains se rendent-ils tandis que d'autres, isolés, tentent de rejoindre le gros de leurs troupes à Buissonville.
Au sud
Les unités de Patton attaquent et la 4e division blindée pousse sur la route Martelange - Bastogne. Le 24, elle est bloquée à 10 km au sud de Bastogne et doit effectuer un débordement par l'ouest. Elle ne pourra pas atteindre Bastogne pour Noël comme espéré.
Répression
La veille de Noël, une tragédie s'accomplit à Bande (commune de Nassogne, à 10 km de Marche-en-Famenne). Le 24 décembre, des troupes chargées de représailles à la suite d'actions de résistance du mois de septembre font leur apparition dans le village. Ces troupes ont déjà sévi à Noville-lez-Bastogne les jours précédents et n'ont rien à voir avec la 2e Panzer Division qui occupe le village.
Ce dimanche matin, ces troupes spéciales arrêtent des hommes du village dont une partie à la sortie de la messe. Ils les rassemblent dans une scierie abandonnée le long de la route Nationale 4 et les interrogent un par un. Dans le courant de l'après-midi, ils en libèrent une partie mais en gardent 33 dont le plus jeune, André Gouverneur, a fêté ses 17 ans le mois précédent. Pendant une partie de l'après-midi, ces jeunes hommes doivent rester debout, en rang et les bras levés par un froid glacial. Puis un premier homme est emmené par un garde vers la maison Bertrand (maison qui a été incendiée en septembre lors de précédentes représailles). Un coup de feu retentit puis un deuxième homme est emmené et le scénario se renouvelle avec les autres. Quand vient le tour de Léon Praile, celui-ci frappe violemment le garde et s'enfuit en courant à travers champs dans la pénombre du jour qui tombe. Il entend siffler les balles autour de lui et parvient jusqu'aux bois où il se cache un certain temps avant de trouver refuge dans un fenil de la ferme de son oncle. Il s'y cache jusqu'au 11 janvier, date à laquelle les Britanniques entrent dans Bande. Léon Praile indiquera le lieu où le massacre fut commis. Aux 32 fusillés du 24 décembre se rajoutèrent les corps des frères Malempré de Roy le lundi 25 portant le nombre de victimes à 34.
Les 23, 24 et 25 décembre, la ville de Malmedy est bombardée, par erreur, par des avions alliés. Il y a plusieurs centaines de tués parmi la population belge et les militaires américains.

### Du 26 au31 décembre 1944

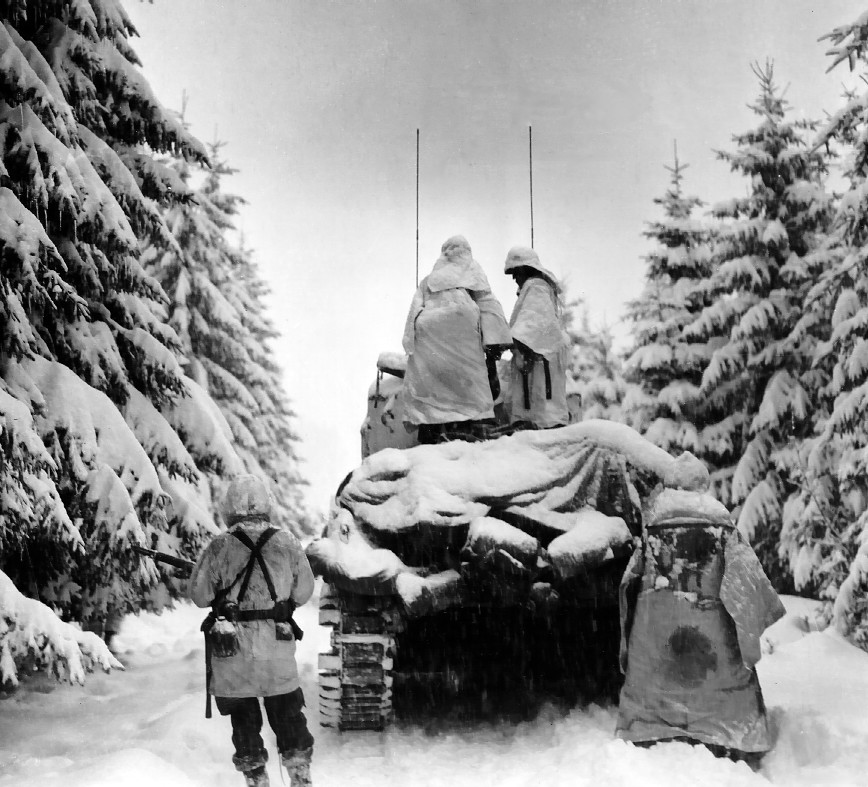
Tank et infanterie de la aéroportée avançant vers leur objectif en Belgique.

Chaque jour, l'aviation alliée fait des milliers de sorties. Le 26, Saint-Vith considéré comme un objectif capital est complètement détruit. Les sorties allemandes sont de moins en moins nombreuses ; elles dépassent rarement quelques centaines.
Sur le bord nord du saillant
Dix divisions alliées sont en ligne et deux en réserve. Le XXXe corps britannique peut intervenir à bref délai et la 6e division aéroportée britannique est arrivée à Dinant.
À Bastogne,
Les ravitaillements par air continuent. Plusieurs planeurs atterrissent dont un amenant une équipe de chirurgiens.
Le 26 à 16 h 45, l'avant-garde de la 4e division blindée américaine parvient à réaliser la jonction. Le couloir est extrêmement étroit et les combats seront âpres pour l'élargir.
Le 27, un convoi d'ambulances peut évacuer des blessés. Le général Taylor a rejoint sa division. Après avoir remercié et félicité MacAuliffe, il reprend le commandement.
Les jours suivants, munitions, équipements chauds, cigarettes et même, avec un peu de retard, dindes de Noël arrivent à Bastogne.
À Saint-Hubert,
Les Américains reprennent Saint-Hubert le 31 décembre.
À Celles,
La 2e Panzer Division, encerclée par la 2e division blindée américaine, laisse 1 500 prisonniers et de nombreux véhicules.
À l'OKW,
Le 28, Hitler finit par admettre qu'Anvers ne peut être atteint et change la mission : détruire les forces alliées en Ardenne.
Le 30, la 5e armée de Hasso von Manteuffel lance une attaque importante pour essayer de couper le corridor vers Bastogne.

### Janvier 1945
Initialement conçue en support de l'offensive des Ardennes pour supprimer la suprématie aérienne alliée , mais repoussée à cause du mauvais temps, la Luftwaffe  lance le 1er janvier une attaque surprise massive ; il s'agit de l'opération Bodenplatte. Volant en rase-mottes, l'aviation allemande attaque une trentaine de bases alliées : M-109, Ju-88, FW-190, M-210, soit 1100 chasseurs au total, une première. Selon certaines sources, 800 avions sont détruits ou endommagés ; 300 selon d'autres, mais pour ne pas inquiéter la population, les services d'information alliés ont minimisé les faits. Les terrains sont très endommagés. La Luftwaffe perd toutefois dans ce raid 277 avions et beaucoup de ses derniers pilotes chevronnés. Elle n'est plus en mesure de combler ses pertes et de jouer un rôle dans la fin de la guerre. Les Alliés qui n'ont presque pas perdu de pilotes dans cette opération remplacent les avions perdus en deux semaines.
Le même jour, profitant de l'affaiblissement du groupe d'armées Devers, les Allemands lancent une attaque de diversion en Alsace, l'opération Nordwind, sans aucune répercussion en Ardenne.
À Saint-Hubert,
Le 5 janvier, la 9e compagnie du 901e reprend Saint-Hubert faisant 70 prisonniers américains avant d'être chassée par un coup d'audace des S.A.S. du commandant Puech Samson envoyés par Patton. Le 901e bat en retraite pour se réorganiser à Tavigny. Entre le 11 et le 15, il abandonne cinquante trois chars sabordés faute d'essence ou de pièces de rechange. Idem le 9 pour une première pièce d'artillerie
En ce mois de janvier 1945, les conditions atmosphériques sont épouvantables. En Ardenne, il y a beaucoup de neige et la température est tellement basse qu'il faut faire tourner régulièrement tous les moteurs pour que l'huile ne se fige pas. C'est dans ces conditions que démarre le 3 janvier la contre-attaque de Montgomery. En fait, il s'agit de l'attaque du VIIe corps américain du général Collins qui a été relevé sur ses positions par le XXXe corps britannique. Elle démarre de la région de Hotton en direction de Houffalize. Elle est appuyée sur sa droite, à partir du 6 janvier, par des unités britanniques (division galloise et la 6e division aéroportée). La jonction avec la contre-attaque de Patton qui a commencé 12 jours plus tôt est prévue dans la région d'Houffalize. Les opérations sont lentes car les journées sont courtes et les Allemands se sont bien retranchés derrière des canons antichars et de nombreux champs de mines. Mais les bombardements lourds sont terribles et les chasseurs bombardiers pilonnent et mitraillent les fuyards sur cette unique voie de retraite encore ouverte. La jonction a lieu le 16 janvier. À la même date, le XXXe corps britannique retourne vers le front de Hollande.
Le 17 janvier, la 1re armée américaine est replacée sous le commandement de Bradley mais la 9e reste sous celui de Montgomery.
Le Commandement suprême allemand (OKW) ordonne le repli car, après trois mois d'arrêt, les Soviétiques ont repris l'offensive. Constatant l'échec définitif de cette offensive, Hitler rentre en train à Berlin le 15 janvier.
Le 24 janvier, Saint-Vith est repris et le 30, les Allemands sont repoussés au-delà des positions qu'ils occupaient lors du déclenchement de leur offensive.

## Conséquences et conclusions
Tout en reconnaissant la précarité des a posteriori, les historiens militaires estiment que les Alliés ont commis deux erreurs :
- sur le plan du renseignement, malgré le remarquable secret du plan allemand, les Alliés disposaient d'informations qui auraient dû les mettre en garde mais ils les ont parfois ignorées, parfois mal interprétées ; ainsi des renseignements Ultra[b] n'ont pas été pris au sérieux ;
- sur le plan du dispositif, le faible déploiement allié en Ardenne constituait un fameux coup de poker.

Quant aux Allemands qui avaient connu un succès foudroyant sur le même terrain en mai 1940, ils n'ont pas tenu compte (Hitler, du moins) des conditions qui avaient changé :
- un hiver rigoureux a remplacé un printemps radieux ;
- la supériorité aérienne a changé de camp ;
- la coordination char-artillerie-aviation de la Blitzkrieg n'existe plus ;
- le ravitaillement, particulièrement en carburant, n'est pas assuré.

La bataille des Ardennes aura des conséquences militaires majeures pour les Allemands puisqu'ils y épuiseront leurs meilleures unités. Elle aura aussi des conséquences politiques importantes car en attaquant sur le front occidental, Hitler a fait le jeu de Staline. L'Armée rouge pourra ainsi franchir rapidement la Vistule et atteindre l'Oder. De leur côté, les armées alliées occidentales ne bénéficieront pas autant qu'elles l'auraient souhaité de l'épuisement des réserves allemandes.

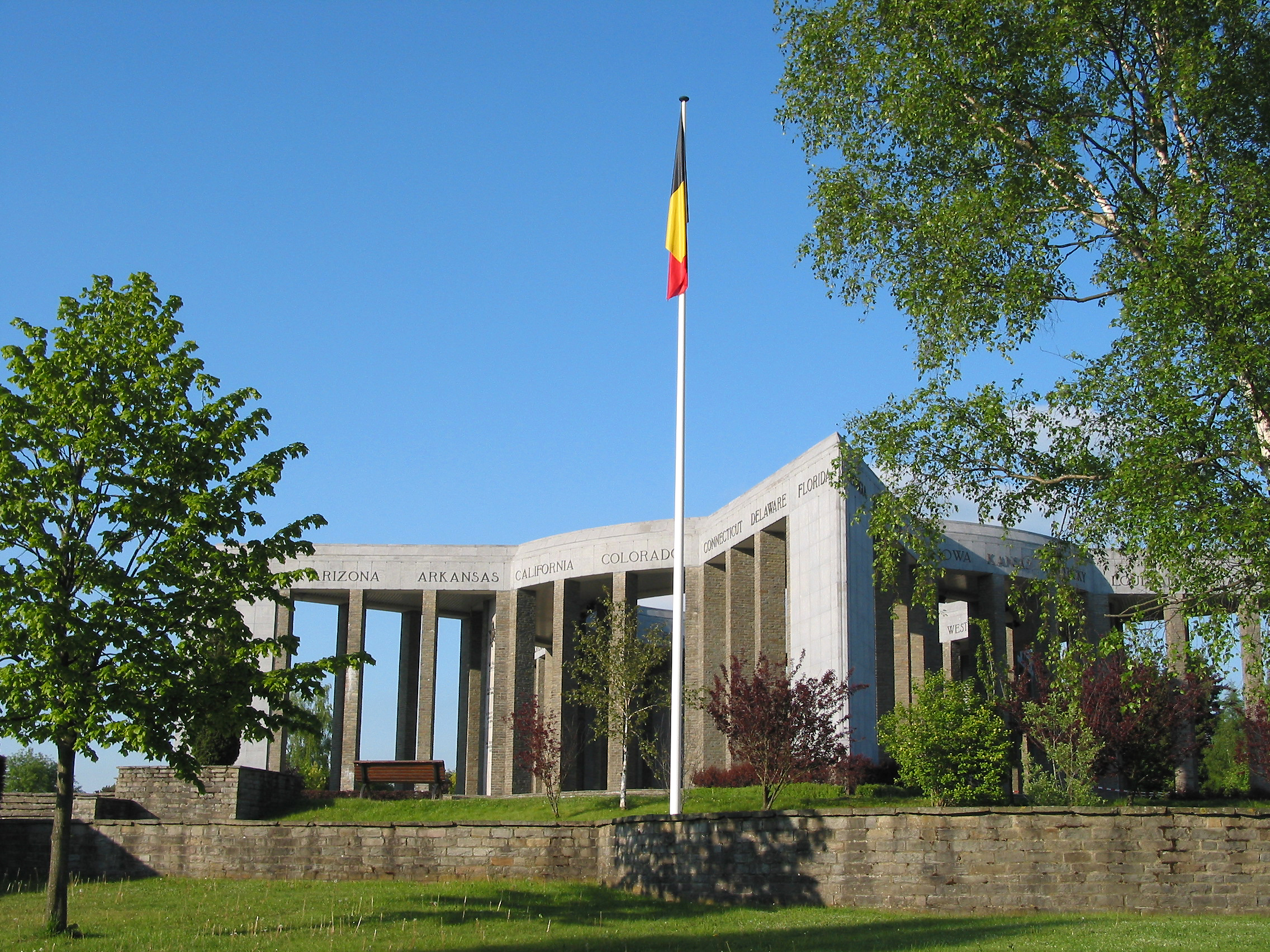
Monument du Mardasson à Bastogne.

Le vainqueur de la bataille des Ardennes est indéniablement le général Eisenhower qui, de nouveau, a assumé avec compétence les responsabilités qui lui étaient confiées. Dans ses mémoires, il assure avoir prévu et désiré cette attaque.
Pour témoigner leur reconnaissance, les Belges ont érigé à Bastogne un énorme monument sur la colline de la ville appelée Mardasson. Au cœur de ce mémorial, on peut lire la phrase latine « Liberatoribus americanis Populus Belgicus memor » (« A ses libérateurs américains le peuple belge qui n’oublie pas »). Le 16 juillet 1950, lors de l'inauguration, le président de la cérémonie ajouta : « Puisse cette inscription dans la pierre l'être également dans les mémoires ».

## Régions concernées
Les environs de Stavelot, Malmedy, La Gleize, Stoumont, Trois-Ponts, Bastogne, Clervaux, Diekirch, Ettelbruck, Houffalize, Rochefort, Saint-Vith, Vianden, Wiltz…

## Bilan humain
Les pertes varient selon les sources.
- Selon le SHAEF, les pertes américaines seraient de 75 685 hommes dont 10 733 tués. Il est toutefois certain que les pertes ont été supérieures à celles du débarquement de Normandie (10 000 dont 2 500 tués).
- Dans un article pour France 24, la journaliste Stéphanie Trouillard, avec l'historien Frédéric Guelton, estime les pertes allemandes à près de 100 000 hommes et celles américaines à près de 80 000[24].
- Selon l'OKW, les Allemands auraient perdu au total 110 000 hommes dont 28 000 prisonniers.
- Le Department of Defense reconnaît 19 000 tués, 47 500 blessés et 23 000 disparus ainsi que la perte de 773 tanks et tank destroyers et 592 avions[source insuffisante].
- Les pertes allemandes officielles sont de 84 834 hommes dont 12 600 tués et 38 000 blessés ainsi que la perte de 600 à 800 blindés dont un grand nombre furent réparés, et environ 800 avions.
- Une autre source[Laquelle ?] donne les chiffres suivants :

|            | Morts        | Disparus | Blessés | Total  | Perte en matériel            |
| ---------- | ------------ | -------- | ------- | ------ | ---------------------------- |
| Allemands  | 17 236       | 16 000   | 34 439  | 67 675 | 600 à 800 blindés 800 avions |
| Américains | 8 607        | 21 144   | 47 139  | 76 890 | 773 blindés 592 avions       |
| Civils     | 2 501 Belges | 350      | 1 200   | 4 051  |                              |

Les pertes belges sont celles de quelques troupes engagées avec les Alliés et, surtout, elles sont le résultat des bombardements de l'aviation, notamment à Bastogne et à Houffalize. On compte aussi les 34 jeunes civils fusillés à Bande par les S.S., ainsi que l'instituteur du village de Givry fusillé avec trois anciens élèves au bord d'une route où ils ont été surpris alors qu'ils tentaient de rallier les rangs alliés.

## Musées
- En Belgique :
  - Bastogne : le Bastogne War Museum et le Centre d'Interprétation WWII : quartier SLt Heintz : NUTS Cave, PC du Général Mc Auliffe, 101 AB Div. ;
  - Baugnez : Baugnez44. Ce musée a été construit sur le lieu du massacre de 84 soldats américains par des membres de la 1re Div. Pz SS. Inauguré le 17 décembre 2007, il présente d'innombrables éléments issus de la bataille ;
  - La Gleize : musée December 44, où est notamment présenté le « Tigre royal 213 » abandonné par Joachim Peiper[25] ;
  - Neupré : cimetière militaire américain de Neuville-en-Condroz ;
  - Poteau : Ardennen Poteau 44 Museum ;
  - La Roche-en-Ardenne : musée de la Bataille des Ardennes ;
  - Bruxelles : une scène était précédemment représentée dans l'historium;
  - Grandmenil : musée MHM44. Musée de la bataille des Ardennes. Un char "Panther" est présent en exterieur.
- Au Grand Duché de Luxembourg :
  - Diekirch : musée national d'histoire militaire, section « bataille des Ardennes » ;
  - Ettelbruck : General Patton Memorial Museum Patton Town.

Plusieurs musées consacrés à la bataille font partie de l'Association des Musées de la Bataille des Ardennes (AMBA).

### Ouvrages d'historiens ou d'historiens militaires
- Guy Franz Arend, La Bataille pour Bastogne : le trou dans le beignet : récit chronologique de la Bataille pour Bastogne avec quelques réflexions, Bastogne, Bastogne Historical Center, 1985.
- Lt.-Colonel Bauer - Colonel Rémy, L’Offensive des Ardennes, Édition Christophe Colomb, 1984, 144 p.  (ISBN 2-88097-101-2).
- Antony Beevor, Ardennes 1944. Le va-tout de Hitler, Calmann-Lévy, 2015, 542 pages.
- Abbé F. Bertin, La Ruée de von Rundstedt à travers nos Ardennes, Éd. Librairie Moderna, 1945, 71 p.
- Guy Blockmans, Bataille des Ardennes, les routes du souvenir, Éd. P. Coenegrachts O.P.T., 2003, 43 p.
- Marcel Bovy, La Bataille de l'Amblève, les combats sur le front nord du saillant des Ardennes, Éd. Les Amitiés Mosanes 1949, 189 p.
- Robin Cross, La Bataille des Ardennes 1944, le dernier espoir de Hitler, Chantecler, 2005, 176 p.  (ISBN 978-2-8034-4549-3).
- Roger Crouquet, La Bataille des Ardennes au jour le jour, Édition Libération 44, 1945, 252 p.
- Maurice Delaval, Saint-Vith au cours de l’ultime Blitzkrieg de Hitler, Éd. J.A.C, 1984, 400 p.
- Maurice Delaval L.S.D., La Bataille des Ardennes : GI Joe plaide non coupable, 178 p., 1958.
- Richard J. Evans (trad. de l'anglais), Le Troisième Reich, 1938-1945, Paris, Flammarion, coll. « Au fil de l'Histoire », 2009, 1102 p. (ISBN 978-2-08-120955-8). .
- Lt. Col. Hre. Emile Engels, La campagne des Ardennes, Éditions « Racine ».
- John W. Fagues, Un endroit parmi d'autres, Éd. Unde Oreris 1997, 56 p.
- Michel Géoris, La Bataille des Ardennes, France Empire, 1994, 212 p.  (ISBN 978-2-7048-0748-2).
- Henri Bernard-Roger Gheysens, La Bataille d'Ardenne : l'ultime blitzkrieg de Hitler, Éd Duculot 1984, 190 p.  (ISBN 2-8011-0507-4).
- Philippe Guillemot, La bataille des Ardennes. Dernière chimère de Hitler, 16 décembre 1944-30 janvier 1945, Perrin, 2024, 432 p.  (ISBN 978-2-262-10262-3)
- Michel Hérubel, La Bataille des Ardennes, Presses de la Cité, 1979, 237 p.
- Giovanni Hoyois, L'Ardenne dans la tourmente, Éd. Dupuis, 1945, 167 p.
- Ian Kershaw (trad. de l'anglais), La Fin : Allemagne, 1944-1945, Paris, Seuil, 2012, 665 p. (ISBN 978-2-02-080301-4).
- Matthieu Longue, Massacres en Ardenne, hiver 1944-45, Éd. Racine, 2006, 347 p.  (ISBN 2-87386-459-1).
- Charles B. McDonald (Cap.), La Bataille d'Ardenne, Stavelot, Luc Pire, 2004 (ISBN 2-87415-468-7).   — Récit d'un vétéran de la bataille et historien militaire.
- Jean Milmeister, La Bataille des Ardennes, Éd. Guy Binsfeld 1994 , 64 p.  (ISBN 2-87954-043-7) (broché) et  (ISBN 2-87954-044-5).
- Jean-Paul Pallud, Ardennes, Album mémorial, Éd. Heimdal, 1986, 484 p.  (ISBN 2-902171-23-4).
- Danny S. Parker, The Battle of the Bulge, the German View, Éd. D. S. Parker, 1999, 237 p.  (ISBN 1-85367-272-6).
- Luc Rivet-Yvan Sevenans, La Bataille des Ardennes, les civils dans la guerre, Éd. Didier Hatier, 1985, 252 p.  (ISBN 2-87088-542-3).
- Pierre Stéphany, Ardennes 44 : la dernière offensive allemande, Bruxelles, Ixelles éditions, 2013, 376 p. (ISBN 978-2-87515-196-4).
- Peter Taghon, La Bataille d'Ardenne, l'ultime blitzkrieg de Hitler, Éd. Racine, 1994, 224 p.  (ISBN 2-87386-024-3).
- Guillaume Piketty, La Bataille des Ardennes : 16 décembre 1944-31 janvier 1945, Paris, Tallandier, 2013, 240 p. (ISBN 979-10-210-0374-3).

### Autres auteurs ou articles de presse
- Yves Buffetaut, « La bataille des Ardennes », hors-série Militaria Magazine no 39, Éd. Histoire & Collections, 2000, 84 p.
- Yves Buffetaut, « Le siège de Bastogne », hors-série Militaria Magazine no 42, Éd. Histoire & Collections, 2001, 161 p.
- Yves Buffetaut, « Ardennes 1944, Hitler peut-il encore gagner la guerre ? », magazine Bataille no 5, Éd. Histoire & Collections, 2004.
- Lucien Cailloux, Ardennes 44, Pearl Harbor en Europe (1re partie 15 au 21 décembre), auto-édition, 1969, 162 p.
- Lucien Cailloux, Ardennes 44, Pearl Harbor en Europe (2e partie du 21 décembre à la réduction du saillant), auto-édition, 1970, 200 p.
- Jean-Michel Delvaux, La bataille des Ardennes autour de Celles, 160 p., auto-édition 2003 (basé sur une complémentarité entre des témoignages des civils et des comptes rendus militaires et agrémenté de photos pour la plupart inédites provenant de collections privées). L'auteur est également le créateur du site Ardennes44.
- Jean-Michel Delvaux, La bataille des Ardennes autour de Rochefort, 352 p., auto-édition 2004 (basé sur une complémentarité entre des témoignages des civils et des comptes rendus militaires et agrémenté de photos pour la plupart inédites provenant de collections privées).
- Jean-Michel Delvaux, La bataille des Ardennes autour de Rochefort 2, 288 p., auto-édition 2004  (ISBN 2-930398-01-9).
- Victor Dermience, Bataille des Ardennes 44-45, Bonnerue et environs, Libramont-Chevigny, Saint-Hubert, Sainte-Ode, auto-édition, 1995, 93 p.
- Michel Hérubel, La bataille des Ardennes 1944-1945, hors-série Gazette des uniformes no 18, Éd. Regi Arm, 2004, 77 p.
- Florent Lambert, Von Rundstedt dans les vallées d’Ourthe et Aisne … et les verrous du Nord-Luxembourg, Paris, auto Ed, 1997, 332 p..
- Florent Lambert, Bayerlein à Rochefort via Saint-Hubert et l’encerclement de Bastogne, Paris, auto Ed, 2003, 394 p..
- Sébastien Lebacq, « La bataille des Ardennes », 2001.
- Michel Ledet, La Bataille des Ardennes, revue Batailles Aériennes no 31, 2005.
- Louis Lefebvre, Le Siège de Bastogne. 19 décembre 1944 - 15 janvier 1945, Éd. Tagnon Numa, Genval, 1945, 38 pages.
- Yann Mahe, La Bataille des Ardennes Tome 1, dans Batailles & Blindés hors-série no 17, Éditions Caraktère, 2011.
- Eddy Monfort, Les combattants racontent… décembre 1944- janvier 1945, auto-édition, 2005, 237 p.  (ISBN 2-930398-35-3).
- Jacques Nobécourt, Le Dernier Coup de dés de Hitler, la bataille des Ardennes, 1962.
- Jacques Nobécourt, Quand Von Rundstedt faillit écraser les Alliés, revue Historama no 264, 1973, 14 p.
- Jean-Paul Pallud, Ardennes, Album mémorial, Éd. Heimdal, 1986, 484 p.  (ISBN 2-902171-23-4).
- Jean-Paul Pallud, Ardennes 44, dossier spécial du mensuel 39-45 Magazine no 5, Éd. Heimdal, 1985, 22 p.
- Eric Urbain, Un front méconnu, bataille des Ardennes Dans les régions de Libramont, Saint-Hubert, Sainte-Ode, auto-édition, 2002, 304 p.
- Voet-Housiaux-Prémont-Hoven, Marche, souviens-toi 1944-1994, Étude du Cercle historique de Marche en Famenne A.S.B.L., 1994, 80 p.
- Arnaud Beinat, « Massacres dans les Ardennes », Cibles, no 607,‎ janvier 2021, p. 87 à 91 (ISSN 0009-6679).
- Maurin Picard, « Ardennes, 1944 : entre les crocs du Jagdtiger », Guerres et Histoire, no 17 HS,‎ juillet 2024, p. 46-53

### Romans
- Lionel Noël, Brouillard d'automne, Éditions Alire, 2013.

### Filmographie
- Bastogne (Battleground) de William A. Wellman, 1949 (ASIN B0001NDJMC)
- La Bataille des Ardennes (Battle of the Bulge) de Ken Annakin, 1965 (ASIN B0007OQC6A)
- Un château en enfer (Castle keep) de Sydney Pollack, 1969
- Bastogne, épisode 6 de la série Frères d'armes (Band of Brothers), par Steven Spielberg et Tom Hanks, 2002 (ASIN B00007CW2T)
- Point de rupture, épisode 7 de la série Frères d'armes (Band of Brothers), par Steven Spielberg et Tom Hanks, réalisé par David Frankel, écrit par Graham Yost 2002. L'épisode relate les combats de Foy.
- Saints and soldiers de Ryan Little, 2005
- Everyman's War - L'offensive des Ardennes de Thad Smith , 2009
- Liberty Road, en production par la MGM depuis 2017[26],[27].

### Documentaires
- La bataille des Ardennes, de la série La Guerre en couleurs, par Tracy Pearce, Dynacs Digital Studios, 2001
- Les Ardennes, dernière tentative d'Adolf Hitler, de la série Les grandes batailles de l'histoire, par Gary Tarpinian, Morningstar Entertainment, 2005, sur Planète+
- Bataille des Ardennes  : 4e épisode de la série Les grandes batailles de la Seconde Guerre mondiale, sur National Geographic.
- La bataille de Belgique de la série Ligne de tir, 2000, sur Toute l'Histoire.
- La bataille des Ardennes : 5e épisode de la série Héros de guerre, sur National Geographic.

### Jeux vidéo
- Call of Duty : La Grande Offensive (2004) : les quatre missions de la campagne américaine se déroulent en Ardenne. Deux missions prennent place dans les bois, une pendant l'attaque du village de Foy et la dernière pour la libération de Noville.